# گمینا چرنگتسه بورووه
گمینا چرنگتسه بورووه (به لهستانی:  Gmina Czernice Borowe) یک گمینا در لهستان است که در شهرستان پژاسنش واقع شده‌است. گمینا چرنگتسه بورووه ۱۲۰٫۳۱ کیلومتر مربع مساحت و ۳٬۹۳۳ نفر جمعیت دارد.